# 東京浸信會

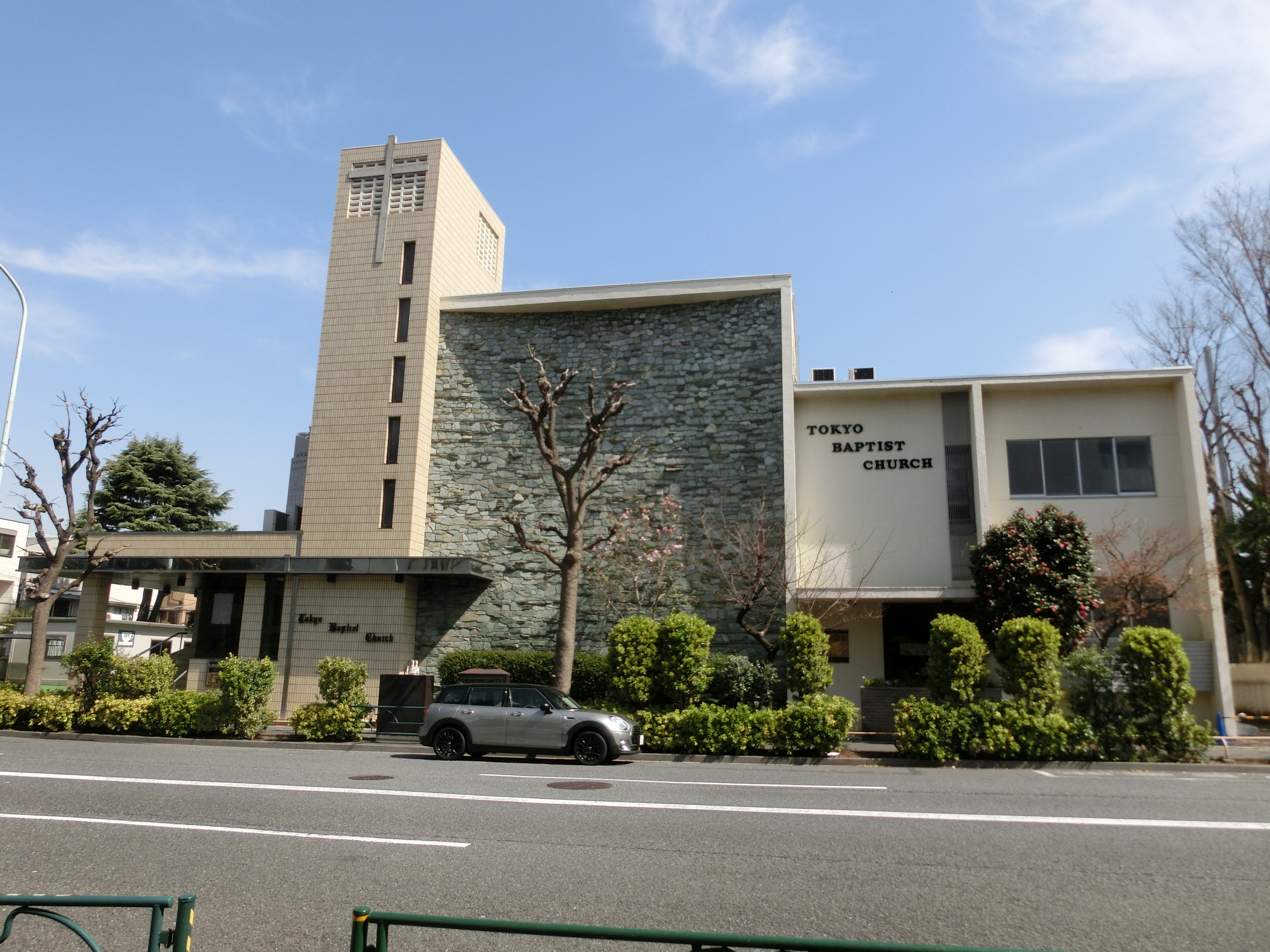
東京浸信會

東京浸信會（日语：東京バプテスト教会，とうきょうバプテストきょうかい）是位於日本東京澀谷區的一座基督教教堂。這座教堂每週舉辦5次禮拜，用英語進行。現在這座教堂屬於美南浸信會。

## 外部連結
- 官方网站 （日語）
- Hawaii Pacific Baptist Convention ハワイパシフィックバプテストコンベンション （页面存档备份，存于） （英文）
- 日本語字幕付きの東京バプテスト教会礼拝メッセージ　Vimeo （页面存档备份，存于）
- 東京バプテスト教会 Facebook （页面存档备份，存于）